# Zimolez ovíjivý

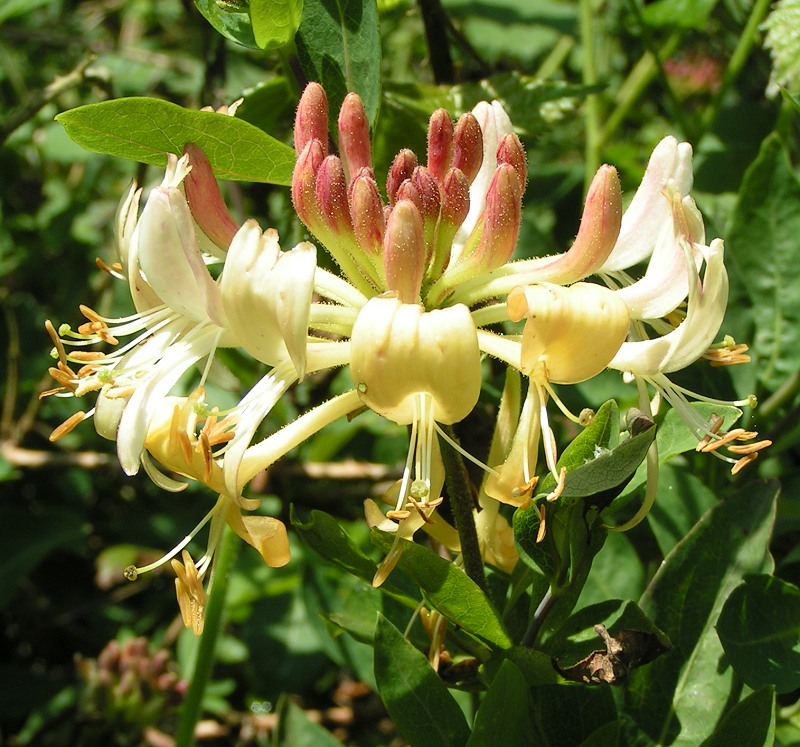
Zimolez ovíjivý

Zimolez ovíjivý (Lonicera periclymenum) patří mezi opadavé rostliny. Je to dřevina, méně často keř, zpravidla popínavá liána z čeledi zimolezovitých (Caprifoliaceae).

## Etymologie
Jméno „periclymenum“ je původem z řeckého peri (přibližně, o) a klyzein (krytí, ovinutí) a odvolává se na způsob použití rostliny.

## Synonymum
Zimolez německý

## Popis

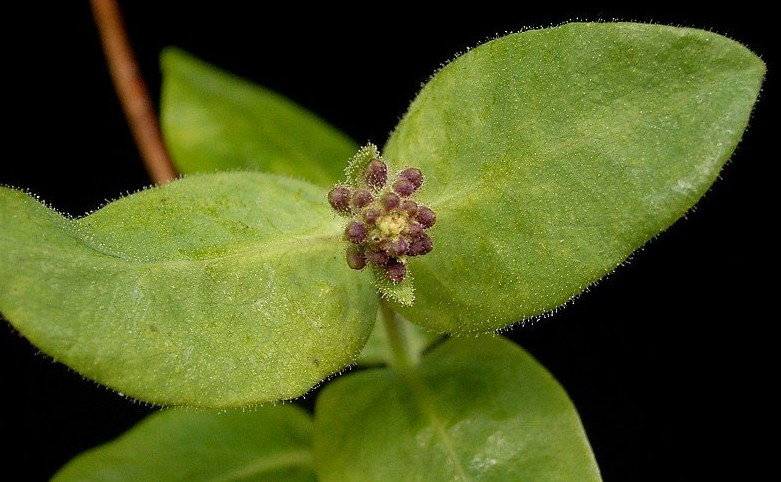
Mladé listy a mladé výhony jsou jemně ochlupené

Dorůstá výšky 1–2 m (někdy i 5m )jako liána (na opoře), jako keř 50 cm. Listy jsou protilehlé, celokrajné, široké, oválné, nebo opakvejčité, tmavě zelené, s krátkým řapíkem.
Větvičky jsou tenké a duté; borka na loňských výhonech je tenká, světlá, žlutohnědá, třepící se. Mladé listy a mladé výhony jsou jemně ochlupené.
Květy jsou silně vonné. Kvete od července do srpna a voní nejvíce večer, což přitahuje velké roje motýlů, opylující květiny. Květy jsou seskupeny v květenství, velká koruna je světlá, nažloutlá, červená, nebo purpurová až oranžová. Hezká je kombinace tmavě červené s oranžově zlatavou. Zimolez ovíjivý (Lonicera periclymenum) lze zaměnit s divokým druhem zimolez kozí list (synonymum je zimolez ovíjivý] (L. caprifolium). Koruna (Lonicera caprifolium) je dvoupyská, 4–5 cm dlouhá, koruna (Lonicera periclymenum) je dlouhá 3– 5 cm často červeně zbarvená. Barva květu (Lonicera caprifolium) je nažloutlá, bělavá. Světlé nebo bílo žluté květy postupně tmavnou (až do fialova).
Plodem je červená jedovatá bobule.

## Původ
Zimolez ovíjivý je rostlina přirozeně rostoucí na jihozápadě Evropy a v Severní Africe. První zmínky jsou z roku 1600.<. Často se vyskytuje na pobřeží a v hustých kobercích pokrývá pláže a útesy. V ČR je pěstován jako okrasa parků a zahrad.

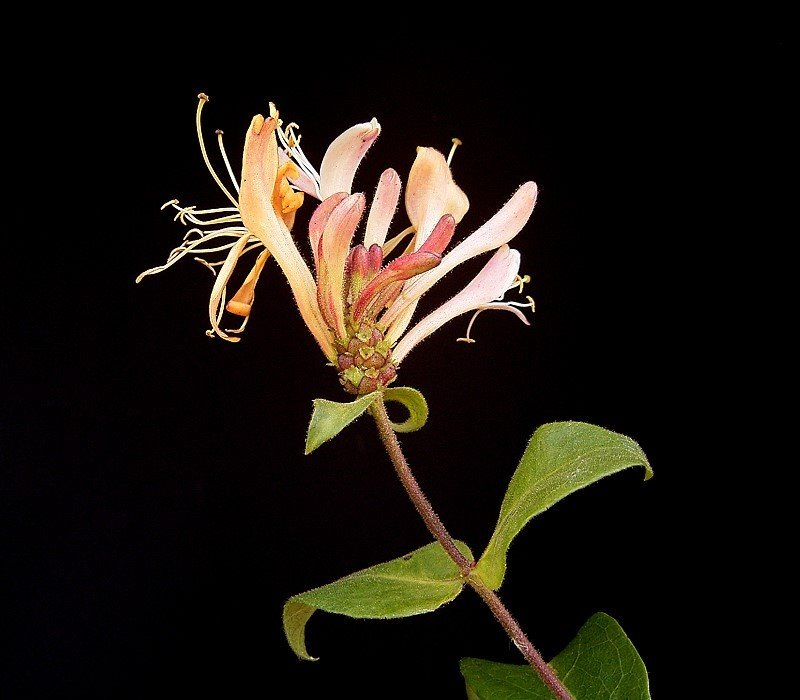
Květy vyrůstají na koncích letošních výhonů

## Kultivary
Přestože pěstování zimolezu ovíjivého dnes není tak populární jako dříve, je mnoho cenných kultivarů s mnoha barevnými odstíny.
- 'Aurea'
- 'Belgica' stonky a listy mají nafialovělý nádech, zatímco květy jsou purpurově-červená[4][5]
- 'Belgica Select' – žluté nebo růžové květy
- 'Cream Cloud' – bělavá barva
- 'Early Dutch Honeysuckle'
- 'Graham Thomas' – nažloutlá barva květů, velké množství květů
- 'Heaven Scent' množství žlutých květů[6]
- Lonicera_periclymenum x Honey Baby je keřík s krémovými květy a nízkým vzrůstem.
- 'Honeybush'červé a krémově zbarvené vonné květy[5]
- 'Late Dutch Honeysuckle' kvete později (do září)
- 'Linneus'
- 'Manul' (Berries Jubilee™) žluté květy
- 'Serotina' kvete později (do září).(také uváděna jako 'Serotina Florida' – , květy jsou purpurově-červené a vnější barva květu krémová barva (barva postupně slábne se stářím rostliny).[5][7][8]
- 'Sweet Sue' – nažloutlá barva květů.

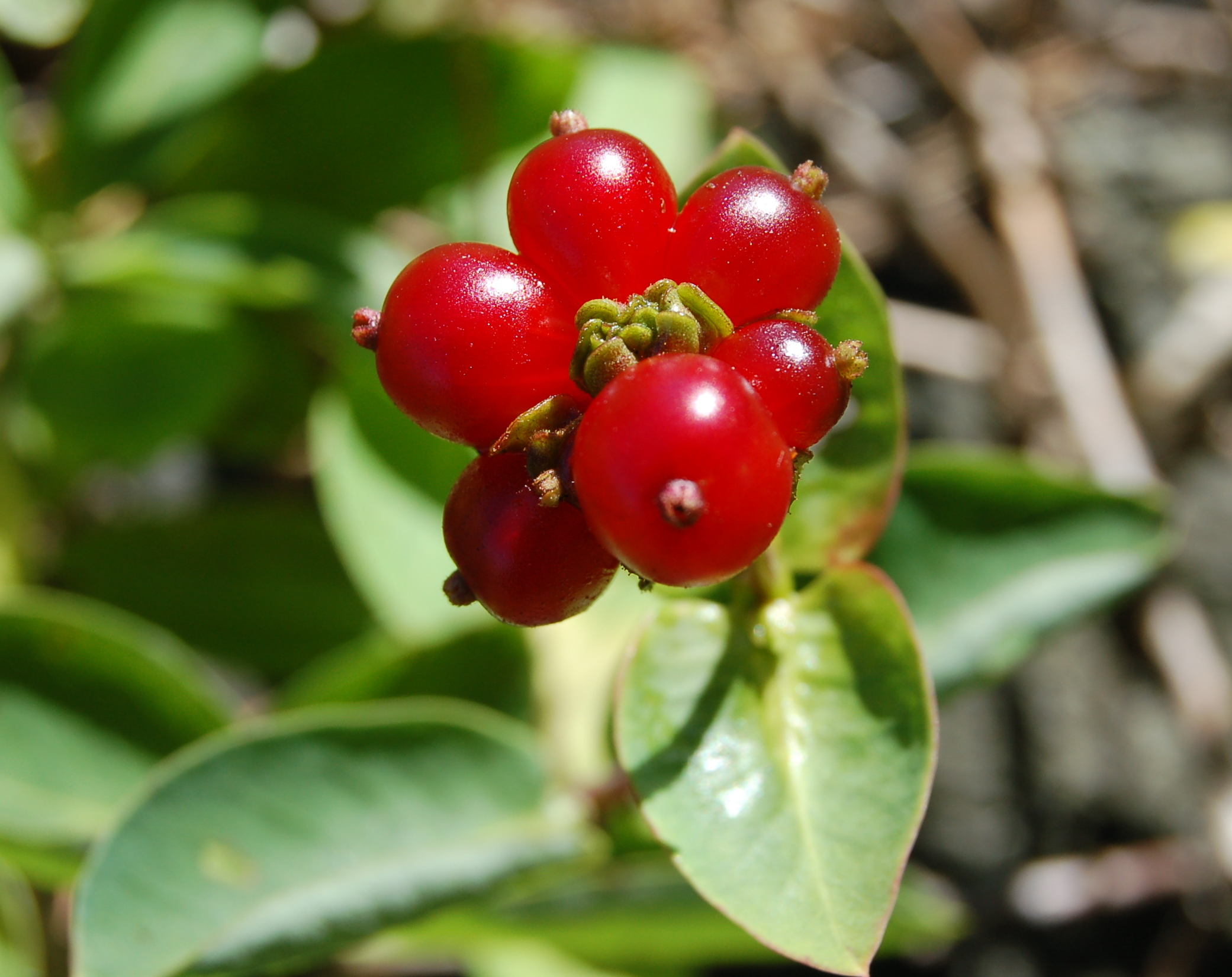
Plody jsou červené bobule

- 'Quercine'

## Pěstování
Rostlině vyhovují propustné, živné, avšak zásadité půdy s vyšším obsahem vápníku. Snáší ale dobře i půdy s neutrálním pH. Zimolez ovíjivý pěstujeme na plném slunci nebo v polostínu, ve stínu však méně kvete. Vyžaduje oporu. Tento zimolez lze použít na pokrytí půdy, popnutí plotů a zdí.
Zimolezy lze pěstovat i v nádobách. Je ale třeba zabránit promrzání obalením nádoby, nebo ji zapustit do země. Zaléváním během zimy dbáme, aby rostlina netrpěla suchem.

### Řez
Kvete na konci jednoletých výhonů. Vyplatí se silnější řez kvůli namrzání provést na jaře, je-li třeba, mírně lze řezat až do doby květu, kdy se vyhneme silnějším zásahům a necháváme výhony, na jejichž konci budou květy (kratší a tenké). V létě lze provést řez po odkvětu, ale nejpozději do konce srpna, aby nové výhony vyzrály a nenamrzaly.

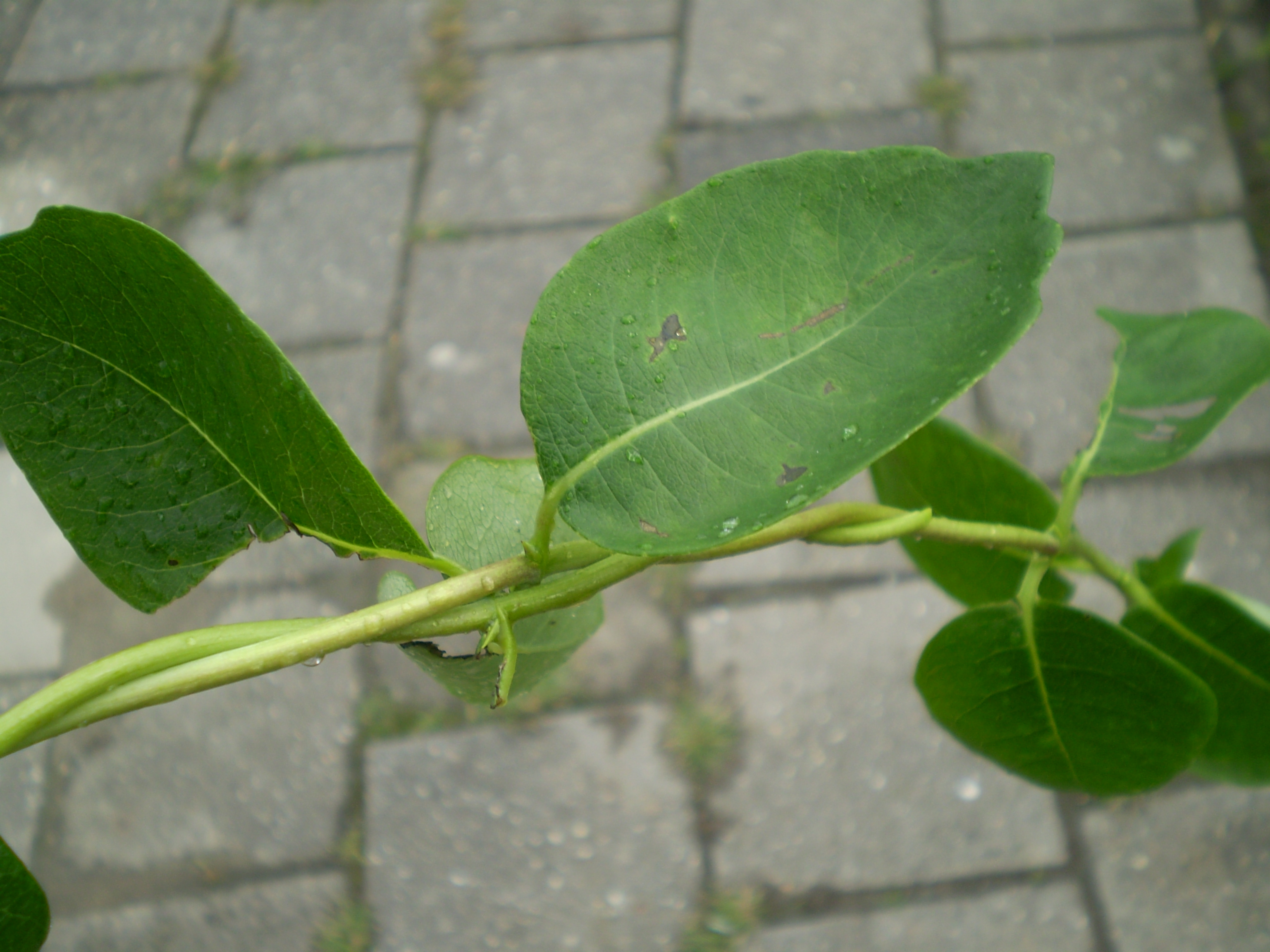
Listy

### Rozmnožování
Množit jej lze vegetativně řízkováním i semeny.

## Škůdci a choroby
Pravidelně trpí mšicemi, někdy padlím. Může namrzat.

## Jedovatost
Bobule obsahuje jedovaté saponiny, šťavelan vápenatý a další toxické látky. Bobule, listy i květy se používaly v lidovém léčitelství a jsou pořád předmětem intenzivního výzkumu, zejména pro své protivirové vlastnosti. Požití bobulí způsobuje silné zvracení, malátnost, těžký průjem, tachykardii, někdy následuje koma. Rostlina patří mezi mírně jedovaté. Některé jiné druhy zimolezu (Lonicera involucrata, Lonicera spp. edible) jsou však jedlé.

## Ochrana
V Polsku je zimolez ovíjivý zákonem chráněným druhem.

## Invazivní rostlina
Byl zavlečen do Severní Ameriky, ale není zde evidován jako invazivní plevel. V ČR se v přírodě vyskytuje vzácně, a to v teplejších oblastech, kam příležitostně pronikl s odpadem ze zahrad a zahrádkářských kolonií.